# デートの日は二度くらいシャワーして出かけたい/純情cm/今夜だけ浮かれたかった
「デートの日は二度くらいシャワーして出かけたい/純情cm(センチメートル)/今夜だけ浮かれたかった」（デートのひはにどくらいシャワーしてでかけたい/じゅんじょうセンチメートル/こんやだけうかれたかった）は、2018年7月18日にアップフロントワークス（zetimaレーベル）から発売されたつばきファクトリーのメジャー4枚目のシングル。

## 概要・解説
デートの日は二度くらいシャワーして出かけたい
- クールなエレクトロダンスナンバー[6]。
- メジャーデビューシングル「Just Try!」以来3作ぶりのつんく提供楽曲[6]。
- PVのロケ地は、神奈川県川崎市宮前区が使われている。

純情cm(センチメートル)
- タセツナ歌謡メロナンバー[6]。
- 前作「低温火傷」の作曲を手掛けた大橋莉子が作詞・作曲[6]。

今夜だけ浮かれたかった
- デジタルスカビート[6]。

## リリース
- CDは初回生産限定盤A・同B・同C・同SP・通常盤A・同B・同Cの7タイプが発売されており、全ての初回生産限定盤にはDVDが付属している。また、初回生産限定盤SPには前作までのイベント抽選シリアルナンバーカードとは異なり、握手会参加券orプレゼント引換券が封入されている。また、全ての通常盤には、トレカサイズ生写真（通常盤A：「デートの日は二度くらいシャワーして出かけたい」衣裳のソロ9種＋集合1種よりランダムにて1枚、通常盤B：「純情cm(センチメートル)」衣裳のソロ9種＋集合1種よりランダムにて1枚、通常盤C：「今夜だけ浮かれたかった」衣裳のソロ9種＋集合1種よりランダムにて1枚）が封入されている。

## 収録曲
| #  | タイトル                                                       | 作詞     | 作曲     | 編曲       | 時間 |
| -- | -------------------------------------------------------------- | -------- | -------- | ---------- | ---- |
| 1. | 「デートの日は二度くらいシャワーして出かけたい」               | つんく   | つんく   | 江上浩太郎 | 3:56 |
| 2. | 「純情cm(センチメートル)」                                     | 大橋莉子 | 大橋莉子 | hisakuni   | 4:33 |
| 3. | 「今夜だけ浮かれたかった」                                     | 児玉雨子 | 中島卓偉 | 炭竃智弘   | 3:49 |
| 4. | 「デートの日は二度くらいシャワーして出かけたい」(Instrumental) |          | つんく   | 江上浩太郎 | 3:56 |
| 5. | 「純情cm(センチメートル)」(Instrumental)                       |          | 大橋莉子 | hisakuni   | 4:33 |
| 6. | 「今夜だけ浮かれたかった」(Instrumental)                       |          | 中島卓偉 | 炭竃智弘   | 3:49 |

| #  | タイトル                                                      | 作詞 | 作曲・編曲 | 時間 |
| -- | ------------------------------------------------------------- | ---- | ---------- | ---- |
| 1. | 「デートの日は二度くらいシャワーして出かけたい」(Music Video) |      |            | 4:57 |

| #  | タイトル                                | 作詞 | 作曲・編曲 | 時間 |
| -- | --------------------------------------- | ---- | ---------- | ---- |
| 1. | 「純情cm(センチメートル)」(Music Video) |      |            | 5:15 |

| #  | タイトル                                | 作詞 | 作曲・編曲 | 時間 |
| -- | --------------------------------------- | ---- | ---------- | ---- |
| 1. | 「今夜だけ浮かれたかった」(Music Video) |      |            | 4:24 |

| #  | タイトル                                                          | 作詞 | 作曲・編曲 | 時間 |
| -- | ----------------------------------------------------------------- | ---- | ---------- | ---- |
| 1. | 「デートの日は二度くらいシャワーして出かけたい」(Dance Shot Ver.) |      |            | 4:07 |
| 2. | 「純情cm(センチメートル)」(Dance Shot Ver.)                       |      |            | 4:42 |
| 3. | 「今夜だけ浮かれたかった」(Dance Shot Ver.)                       |      |            | 4:00 |

## リリース日一覧
| 地域 | リリース日    | レーベル              | 規格                                              | カタログ番号                    |
| ---- | ------------- | --------------------- | ------------------------------------------------- | ------------------------------- |
| 日本 | 2018年7月18日 | zetima/UP-FRONT WORKS | CD（マキシシングル）+DVD                          | EPCE-7409/10（初回生産限定盤A） |
| 日本 | 2018年7月18日 | zetima/UP-FRONT WORKS | CD（マキシシングル）+DVD                          | EPCE-7411/2（初回生産限定盤B）  |
| 日本 | 2018年7月18日 | zetima/UP-FRONT WORKS | CD（マキシシングル）+DVD                          | EPCE-7413/4（初回生産限定盤C）  |
| 日本 | 2018年7月18日 | zetima/UP-FRONT WORKS | CD（マキシシングル）+DVD                          | EPCE-7415/6（初回生産限定盤SP） |
| 日本 | 2018年7月18日 | zetima/UP-FRONT WORKS | CD（マキシシングル）                              | EPCE-7417（通常盤A）            |
| 日本 | 2018年7月18日 | zetima/UP-FRONT WORKS | CD（マキシシングル）                              | EPCE-7418（通常盤B）            |
| 日本 | 2018年7月18日 | zetima/UP-FRONT WORKS | CD（マキシシングル）                              | EPCE-7419（通常盤C）            |
| 日本 | 2018年7月18日 | zetima/UP-FRONT WORKS | ダウンロードシングル （LC-AAC）                   |                                 |
| 日本 | 2018年7月18日 | zetima/UP-FRONT WORKS | ハイレゾダウンロードシングル （FLAC 96kHz/24bit） |                                 |

## 参加ミュージシャン
デートの日は二度くらいシャワーして出かけたい
- Sound Produce：つんく♂
- Programming：江上浩太郎
- E.Guitar：鎌田こーじ
- Chorus：久保田薫

純情cm(センチメートル)
- Programming & Guitar：hisakuni
- Violin：多ヶ谷樹
- Chorus：塩原奈美子

今夜だけ浮かれたかった
- Programming,Bass & Chorus：炭竃智弘
- E.Guitar：森田佳郎
- Chorus：中島卓偉